# Marko Mušič
Marko Mušič, slovenski arhitekt in akademik, * 30. januar 1941, Ljubljana. 
Je eden najbolj vidnih slovenskih ustvarjalcev. Njegove arhitekture segajo od javnih poslopij, sakralnih objektov, stanovanjskih vil do javnih spomenikov. S svojimi avtorskimi deli se je uveljavil v Sloveniji in vsej nekdanji Jugoslaviji. Izvira iz družine Mušič, ki je družina številnih arhitektov (Marjan, Marjan mlajši, Miklavž, Vladimir, Vladimir Braco Mušič). 

## Akademik
Mušič je redni član Slovenske akademije znanosti in umetnosti (SAZU) in Evropske akademije znanosti in umetnosti (European Academy of Sciences and Arts, EASA) ter dopisni član Akademije znanosti in umetnosti Republike Srbske (Академија наука и умјетности Републике Српске, АHYРС), Črnogorske akademije znanosti in umetnosti (Crnogorska akademija nauka i umjetnosti, CANU), Hrvaške akademije znanosti in umetnosti (Hrvatska akademija znanosti i umjetnosti, HAZU) in Akademije znanosti in umetnosti Bosne in Hercegovine (Akademija nauka i umjetnosti Bosne i Hercegovine, ANUBiH). 

## Dela
- Dom 7. sekretarjev Skoja, Zagreb (1966)
- Univerzitetno središče, Skopje (1975–1978)
- Spominski dom, Bosanski Šamac (1975–1978)
- Železniška postaja Ljubljana, postajno poslopje, prenova (1980)
- Cerkev Kristusovega učlovečenja, Dravlje, Ljubljana (1980–1985)
- Pokopališče Nove Žale (1982–1988)
- Cerkev sv. Frančiška, Kotor Varoš (1986–1991)
- Domus Slovenica, Dunaj (1987–1988)
- Avtobusna postaja Novo mesto (1989)
- projekt za novo Narodno in univerzitetno knjižnico (1989)
- preureditev kletnih prostorov Narodne in univerzitetne knjižnice
- Vila Dobeno,
- Herkulov vodnjak, Stari trg, rekonstrukcija, Ljubljana (1991)
- Spominski park Teharje (1993)
- projekt Nunciatura Slovenije (1998)

## Nagrade in priznanja
- 1992: Valvasorjeva nagrada za razstavo Pismo brez pisave v Narodnem muzeju v Ljubljani (kot del ekipe)
- Zlata ptica
- Zvezna jugoslovanska nagrada 4. julij
- nagrada Prešernovega sklada
- nagrada časnika Borba za arhitekturo
- Plečnikova nagrada
- Prešernova nagrada 2021
- nagrada platinasti svinčnik Zbornice za arhitekturo in prostor Slovenije